# Animație limitată
Animatia limitata este un proces in tehnica de animatie care nu implica creerea unor noi cadre de fiecare data,ci refolosirea unelor vechi sau a unor parti din unele vechi.

### In Animatiile Americane
Un studio faimos ce utilizeaza animatia limitata este studioul Hanna Barbera,activ intre anii 50-2001.Exemple de animatie limitata se pot intalni in animatii H.B precum Scooby Doo,Wacky Races,etc.
Animatia limitata a mai fost folosita si de rivalii Hanna Barbera din secolul 20,Filmation.

### Scopul Animatiei Limitate
Scopul animatiei limitate este in primul rand de a reduce costurile necesare producerii unui scurtmetraj animat,dar si de a usura munca animatorilor.
1. ↑  „Hanna-Barbera”, Wikipedia (în engleză), 30 iunie 2021, accesat în 2 iulie 2021